# リゴー・ベノワ
リゴー・ベノワ（Rigaud Benoit、1911年 - 1981年）は、ハイチの画家。

## 経歴
ポルトープランス出身。靴職人、音楽家、タクシー運転手などの職歴を経て画家になった。ハイチにおける素朴派の時代の先駆けとされる画家で、ブードゥー教やハイチ民俗をモチーフとした絵画を制作した。
画家であるエクトル・イポリットの娘と結婚し、4人の子供をもうけた。2人の子供イヴ・ラフォンランとジャック・ドルチェも画家として活動している。